# Medicago coronata
Medicago coronata es una especie botánica leguminosa del género Medicago. Es originaria de Armenia e Irán, distribuyéndose por Eurasia y África.

## Descripción
Se encuentra en toda la cuenca mediterránea. Forma una relación simbiótica con la bacteria Sinorhizobium meliloti, que es capaz de la fijación de nitrógeno.

## Taxonomía
Medicago coronata fue descrita por (L.) Bartal. y publicado en Cat. Piante Siena. 1772.
Etimología
Medicago: nombre genérico que deriva del término latíno medica, a su vez del griego antiguo: μηδική (πόα) medes que significa "hierba".
coronata: epíteto latíno que significa "coronada"
Sinonimia
- Medicago polymorpha var. coronata L.
- Medicago vermicularis Ces.[4][5]